# Bryosphaeria quinqueseptata
Bryosphaeria quinqueseptata är en svampart som beskrevs av Döbbeler 1978. Bryosphaeria quinqueseptata ingår i släktet Bryosphaeria, klassen Dothideomycetes, divisionen sporsäcksvampar och riket svampar.   Inga underarter finns listade i Catalogue of Life.